# Bogucice (gmina)
Bogucice – dawna gmina wiejska istniejąca w latach 1934–1954 i 1973–1976 w woj. krakowskim i tarnowskim (dzisiejsze woj. małopolskie). Siedzibą władz gminy były Bogucice.
Gmina zbiorowa Bogucice została utworzona 1 sierpnia 1934 roku w powiecie bocheńskim w woj. krakowskim z dotychczasowych jednostkowych gmin wiejskich: Baczków, Bogucice, Bratucice, Buczków, Dąbrówka, Dziewin, Gawłów, Gawłówek, Majkowice, Mikluszowice, Okulice, Ostrów Szlachecki, Wyrzyce i Zatoka. 19 lutego 1947 roku z części jej obszaru wyodrębniono nową gminę Mikluszowice.
Według stanu z 1 lipca 1952 roku gmina Bogucice składała się z 10 gromad: Bogucice, Bratucice, Buczków, Dąbrówka, Dębina, Gawłów, Majkowice, Okulice, Ostrów Szlachecki i Zatoka. Gmina została zniesiona 29 września 1954 roku wraz z reformą wprowadzającą gromady w miejsce gmin.
Gminę Bogucice reaktywowano w dniu 1 stycznia 1973 roku w tymże powiecie i województwie. 1 czerwca 1975 gmina znalazła się w nowo utworzonym woj. tarnowskim.
1 lipca 1976 roku gmina została zniesiona, a jej obszar przyłączony do gmin:
- Bochnia (obszary sołectw: Bessów, Bogucice, Cerekiew, Gawłów, Majkowice, Ostrów Szlachecki i Zatoka),
- Rzezawa (obszary sołectw: Bratucice, Buczków, Dąbrówka, Dębina i Okulice),
- Szczurowa (obszary sołectw: Barczków, Popędzyna, Uście Solne i Wrzępia).